# Nguyễn Phú Trọng
Nguyễn Phú Trọng (Hanoi, 14 d'abril de 1944 - 19 de juliol del 2024) fou un estadista vietnamita i president del Vietnam. Va ser escollit secretari general del Partit Comunista del Vietnam (PCV) el gener de 2011.
Trong va néixer a la Comuna Đông Hội, al districte de Đông Anh, Hanoi, fill d'una família de camperols. Es va graduar en Filologia la universitat de Hanoi i doctorà en Filosofia, i en dret a la Universitat Ho chi Minh, a l'Acadèmia Nacional d'Administració Pública, el 1968. També cursà estudis de postgrau d'història a ll'Acadèmia de Ciències de la Unió Soviètica de 1981-83.
Entrà a militar al Partit Comunista essent estudiant, el 1968. Dins el partit, fou redactor i ostentà diversos càrrecs en publciaions polítiques i teòriques com el Tạp chí Cộng Sản (Ressenya Comunista), del qual va ser editor en cap de 1991 a 1996. El 1994 entrà a formar part de Comitè Central del PCV, i el 1997 del Buró Polític del Partit. Exercí diversos càrrecs en comitès educatius, teòrics i científics. El maig de 2002 s'estrenà com a Diputat a l'Assemblea Nacional.
El 2011 fou escollit secretari general del Partit Comunista del Vietnam.
El 2013 fou nomenat cap del Comitè Central de Prevenció i Control de la Corrupció. des d'on combaté la corrupció i l'allunyament del partit i els seus dirigents de l'esperit revolucionari i ideologia socialista, que al seu parer li donaven la legitimitat popular, enfrontant-se amb l'aleshores primer ministre Nguyen Tan Dung que impulsava els tecnòcrates i era percebut per Torng com a "tolerant amb el seu entorn de nous rics, cleptòcrates i corruptes". Si bé inicialment fallà en l'enfrontament amb Dung, finalment abans del 12è congrés de 2016, Trong aconseguí la majoria de suports al partit per forçar la retirada del primer ministre.
A partir de 2016 inicià una campanya contra la corrupció que suposà la destitució, arrestos i judicis de nombrosos càrrecs i mandataris, inclosos dirigents de PetroVietnam i alters emrpeses estatals, el Ministeri de Transports, el politburó i fins i tot l'exèrcit. També es feu una investigació per auditar les propietats de milers de càrrecs, acompanyada d'una campanya ideològica contra "el menyspreu per l'autoritat del partit, comportaments egocèntrics i pragmàtics, carrerisme, faccionalisme, corrupció i abús de poder". Des de 2016 fins a mitjans de 2018, s'havien investigat 490 organitzacions del partit i 35.000 membres, 1.300 dels quals es va trobar que havien comès irregularitats. Tot aquest procés reforçà el poder i autoritat de Trong.
Com a secretari general, Trọng encapçala el partit, i també és el secretari de la Comissió Militar Central, a més de ser el cap de facto del Politburó, el màxim òrgan de presa de decisions al Vietnam, cosa que el fa el càrrec amb més poder del Vietnam, segons alguns analistes. Si bé oficialment Vietnam no té cap mandatari únic i està liderat oficialment per quatre "pilars": el secretari del partit comunista, el president, el primer ministre i la presidència de l'Assemblea Nacional.
El 3 d'octubre de 2018, el Comitè Central del Partit Comunista del Vietnam va designar formalment Trọng per ser el candidat a proper president del Vietnam en la votació de l'Assemblea Nacional, on el partit té una majoria aclaparadora, convertint-lo en la tercera persona que simultàniament encapçala el partit i l'estat després de Ho Chi Minh (només al Vietnam del Nord) i Trường Chinh.
El 23 d'octubre de 2018, va ser elegit com a novè president de la Repúbica Socialista del Vietnam en una reunió de la sisena sessió de l'Assemblea Nacional, succeint en el càrrec Trần Đại Quang.
Durant la seva presidència, Vietnam s'enfrontà amb èxit a la crisi de la COVID-19. Durant el 2020 de la pandèmia el país havia registrat poc més de 1.500 infeccions i 35 morts en total. Aquest èxit, acompanyat del creixement econòmic sostingut i ràpid desenvolupament industrial, beneficiat per la proximitat amb Xina i, alhora, bones relacions internacionals amb els seus rivals, van reforçar les polítiques i lideratge de Trong.
Nguyễn Phú Trọng va ser reelegit secretari general en el 13è Congrés del Partit Comunista, celebrat a finals de gener de 2021, començant el tercer mandat consecutiu, malgrat la seva edat i alguns recents problemes de salut.